# Octobre 1793

## Événements

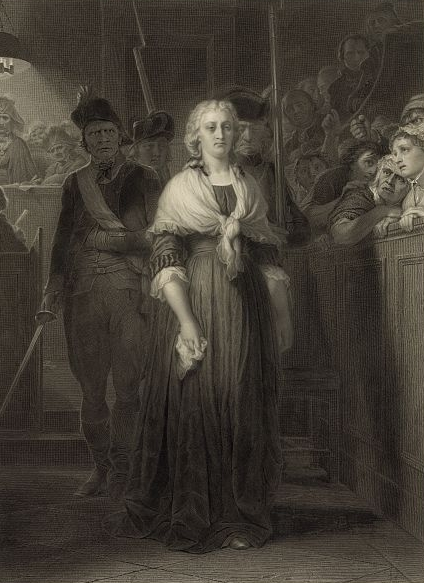
16 octobre : Marie-Antoinette sort du Tribunal révolutionnaire, gravure d'après Paul Delaroche

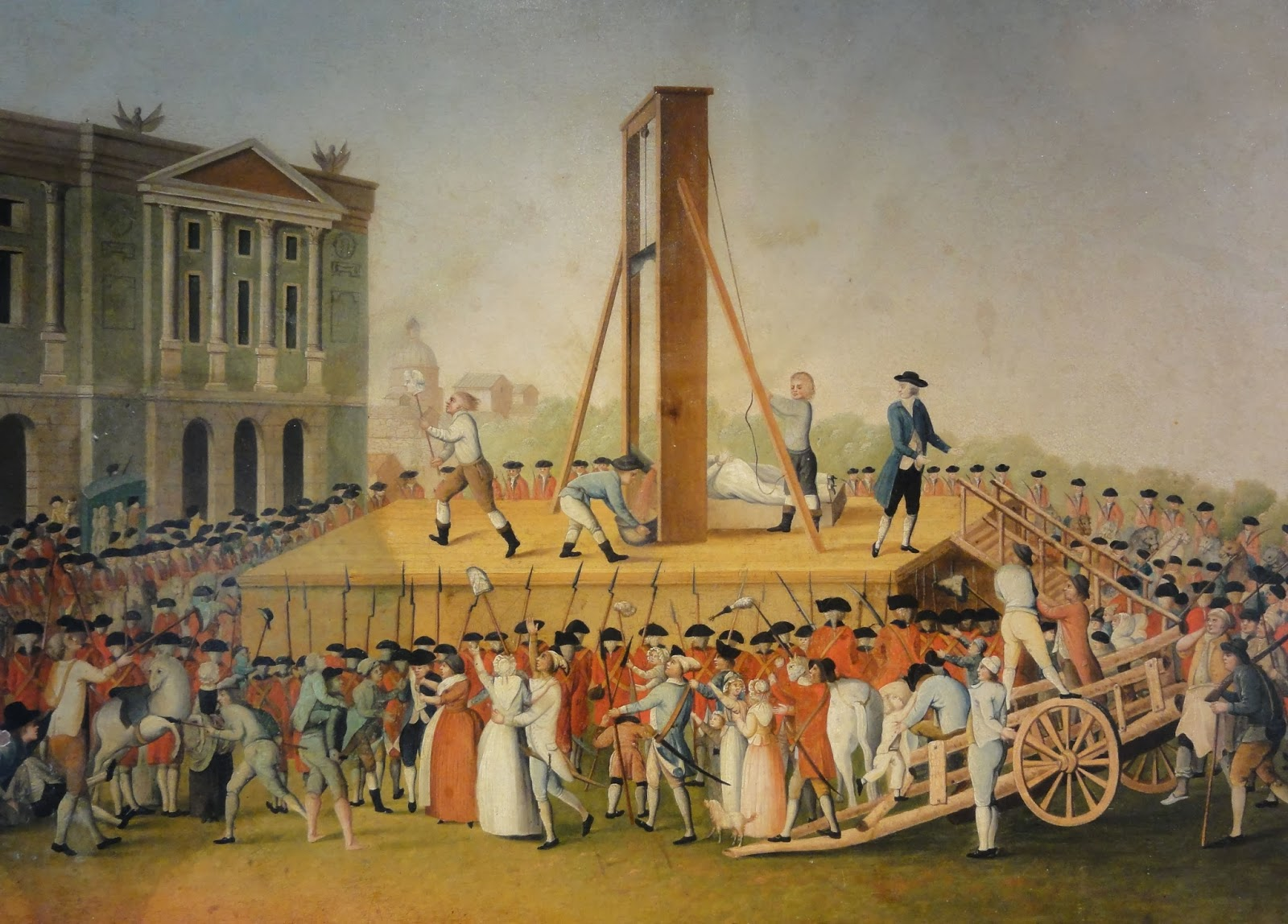
16 octobre : Exécution de Marie-Antoinette d'Autriche

- 3 octobre (12 vendémiaire an II) : Robespierre s'oppose à l'arrestation des 73 députés Girondins mis en accusation (Ces 73 députés avaient protesté contre l'exclusion de leurs collègues dans les journées du 31 mai et du 2 juin). Il convainc -non sans peine- la Convention de les épargner. Les 73 députés survivront.
- 6 octobre (15 vendémiaire an II) : bataille de Treize-Septiers.
- 9 octobre (18 vendémiaire an II), France :
  - fin du siège de Lyon.
  - Deuxième bataille de Moulin-aux-Chèvres.
- 10 octobre (19 vendémiaire an II), France :
  - le gouvernement est déclaré révolutionnaire jusqu'à la paix;
  - décret d'adoption du calendrier républicain de Fabre d'Églantine.
- 11 octobre (20 vendémiaire an II) : deuxième bataille de Châtillon.
- 12 octobre (21 vendémiaire an II) : deuxième bataille de Noirmoutier
- 12 au 25 octobre (du 21 vendémiaire au 4 brumaire an II), France : deuxième vague de profanations des tombeaux de la nécropole de Saint-Denis[1].
- 13 octobre (22 vendémiaire an II): Première bataille de Wissembourg
- 14 octobre (23 vendémiaire an II), France : comparution de Marie-Antoinette devant le Tribunal.
- 15 octobre (24 vendémiaire an II) : bataille de La Tremblaye.
- 15 - 16 octobre (24 - 25 vendémiaire an II) : victoire française à la bataille de Wattignies. Cobourg abandonne le blocus de Maubeuge et se retire sur la Sambre[2]
- 16 octobre (25 vendémiaire an II), France :
  - prononcé du verdict par le président Herman. Marie-Antoinette, condamnée à mort, est guillotinée à 12 h 15[3];
  - décret de la Convention invitant les communes ayant des noms pouvant rappeler les souvenirs de la royauté, de la féodalité ou des superstitions, à les remplacer par d'autres dénominations
- 17 octobre (26 vendémiaire an II), France : défaite des Vendéens à Cholet.
- 18 octobre au 23 décembre (27 vendémiaire au 3 nivôse an II), France : Virée de Galerne.
- 22 octobre (1er brumaire an II), France : bataille de Laval
- 24 octobre (3 brumaire an II), France : bataille de La Gravelle
- 24 et 25 octobre (3 et 4 brumaire an II) : bataille de Croix-Bataille.
- 25 octobre (4 brumaire an II), France :
  - François-Armand de Saige, maire de Bordeaux est guillotiné;
  - bataille d'Entrammes (fin le 27 octobre) lors de la guerre de Vendée.
  - Le lieutenant John Hayes, de Compagnie anglaise des Indes orientales, revendique la Nouvelle-Guinée au nom de la Grande-Bretagne[4].
- 26 octobre (5 brumaire an II) : bataille d'Entrammes.
- 31 octobre (10 brumaire an II), France : exécution des Girondins.

## Naissances
- 6 octobre : Charles Aston Key, chirurgien anglais († 23 août 1849).
- 22 octobre : Nikolaï Ivanovitch Lobatchevski, mathématicien russe († 24 février 1856).
- 28 octobre : Eliphalet Remington, inventeur et manufacturier d'armes à feu († 12 août 1861).
- 31 octobre : James Dunlop (mort en 1848), astronome australien.

## Décès
- 8 octobre : John Hancock, né le 12 janvier 1737 à Braintree (Massachusetts) où il est mort, fut le président du second Congrès continental, au cours duquel il signa en premier la Déclaration d'indépendance des États-Unis d'Amérique. De 1780 à 1785, il fut le premier gouverneur de l’État du Massachusetts.
- 9 octobre : Joseph-Marie Amiot (né en 1718), prêtre jésuite, astronome et historien français, missionnaire en Chine.
- 16 octobre (25 vendémiaire an II) :
  - John Hunter (né en 1728), chirurgien, pathologiste et anatomiste écossais.
  - Marie-Antoinette, reine de France guillotinée sur ordre du tribunal révolutionnaire (° 2 novembre 1755).
- 18 octobre : John Wilson (né en 1741), mathématicien britannique.
- 25 octobre (4 brumaire an II) : François-Armand de Saige, maire de Bordeaux, guillotiné sur ordre du tribunal révolutionnaire.
- 29 octobre (8 brumaire an II) : Antoine Barnave, homme politique français, guillotiné sur ordre du tribunal révolutionnaire (° 22 octobre 1761).
- 31 octobre (10 brumaire an II) : Jacques Pierre Brissot, personnalité politique de la Révolution, guillotiné sur ordre du tribunal révolutionnaire (° 1754).